# 13 de Julho (Aracaju)
13 de Julho é um bairro nobre da zona sul de Aracaju, situado próximo ao encontro do rio Poxim com o rio Sergipe. Limita-se ao norte com o São José (Aracaju), a leste com o estuário do rio Sergipe, a oeste com o Salgado Filho e ao sul com o  Jardins. Por sua localização, próximo ao RioMar Shopping, e por possuir uma das mais belas vistas da cidade, o local é palco dos mais nobres e luxuosos empreendimentos imobiliários de Aracaju.

## Origens do bairro
Em 1872 um sitiante chamado Joaquim Honório dos Santos vendeu terras do arrabalde denominado Ilha dos Bois ao Império do Brasil, que pretendia construir na área um lazareto.
Por volta da década de 1920 cerca de 20 famílias muito pobres ocuparam algumas áreas de mangue fundando uma colônia de pescadores com casebres de palha e massapê.Chaves, Rubens (2004). Aracaju, pra onde você vai?. [S.l.]: do Autor. 302 páginas
Originalmente o bairro era conhecido por Praia Formosa, em virtude da praia existente às margens do rio Sergipe. Passou a chamar-se posteriormente de Praia 13 de Julho em homenagem ao levante liderado por Augusto Maynard Gomes, que sitiou a cidade de Aracaju com tropas do 28º Batalhão de Caçadores nas margens da praia em 13/07/1924, um dos desdobramentos do Tenentismo.

## Personalidades notáveis
Com a consolidação da cidade de Aracaju como maior centro de qualidade de vida do estado de Sergipe.Apresenta uma das melhores infraestruturas da cidade o bairro da Treze de julho teve algumas de suas áreas escolhidas pela elite mais rica da cidade para fixar residência. 
| Classe A | 95 % |
| Classe B | 5 %  |
| Classe C | 0 %  |
| Classe D | 0 %  |
| Classe E | 0 %  |

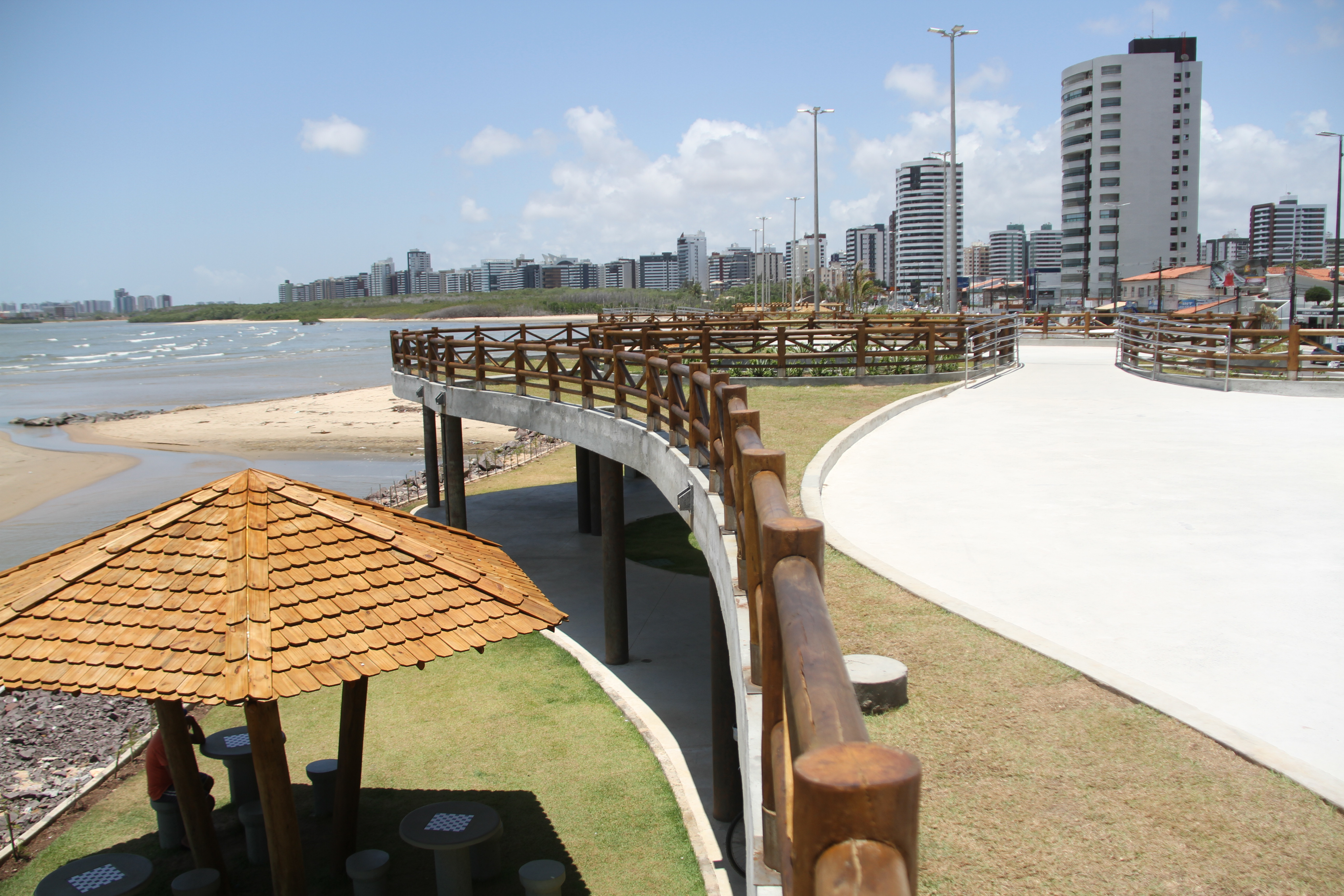
Calçadão formosa em Aracaju.

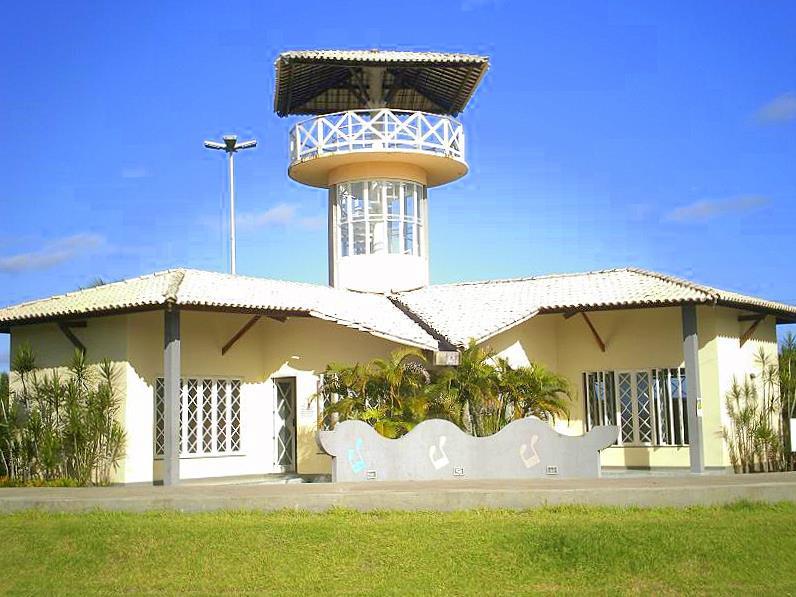
Mirante do Calcação da 13 de Julho em Aracaju.

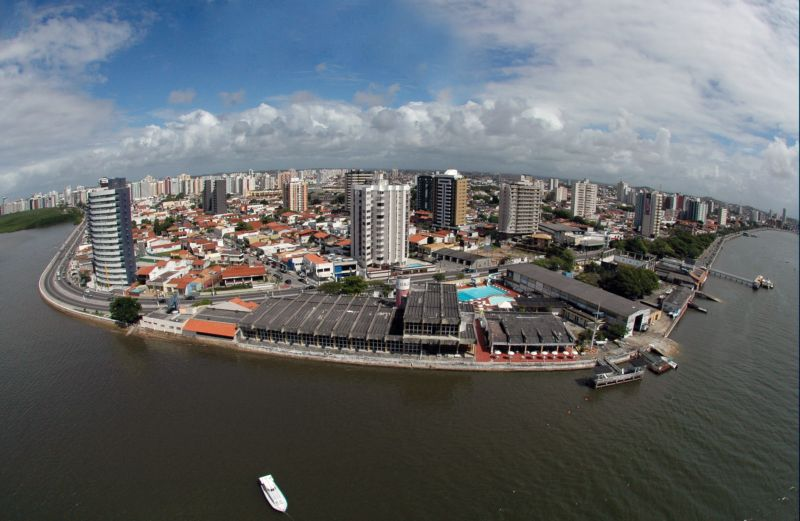
Curva da Avenida Beira Mar Aracaju, Sergipe, Brasil.

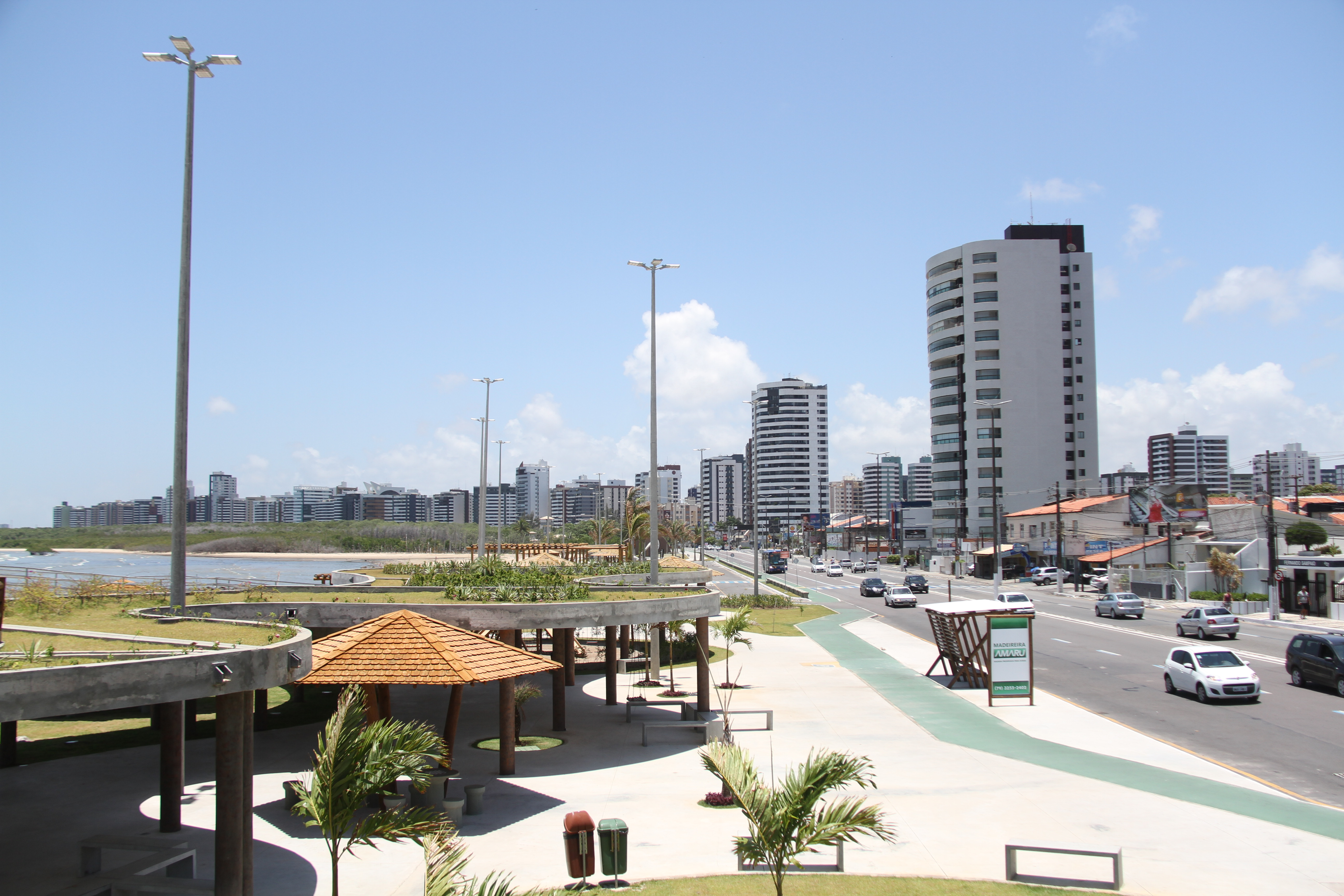
Calçadão formosa em Aracaju.

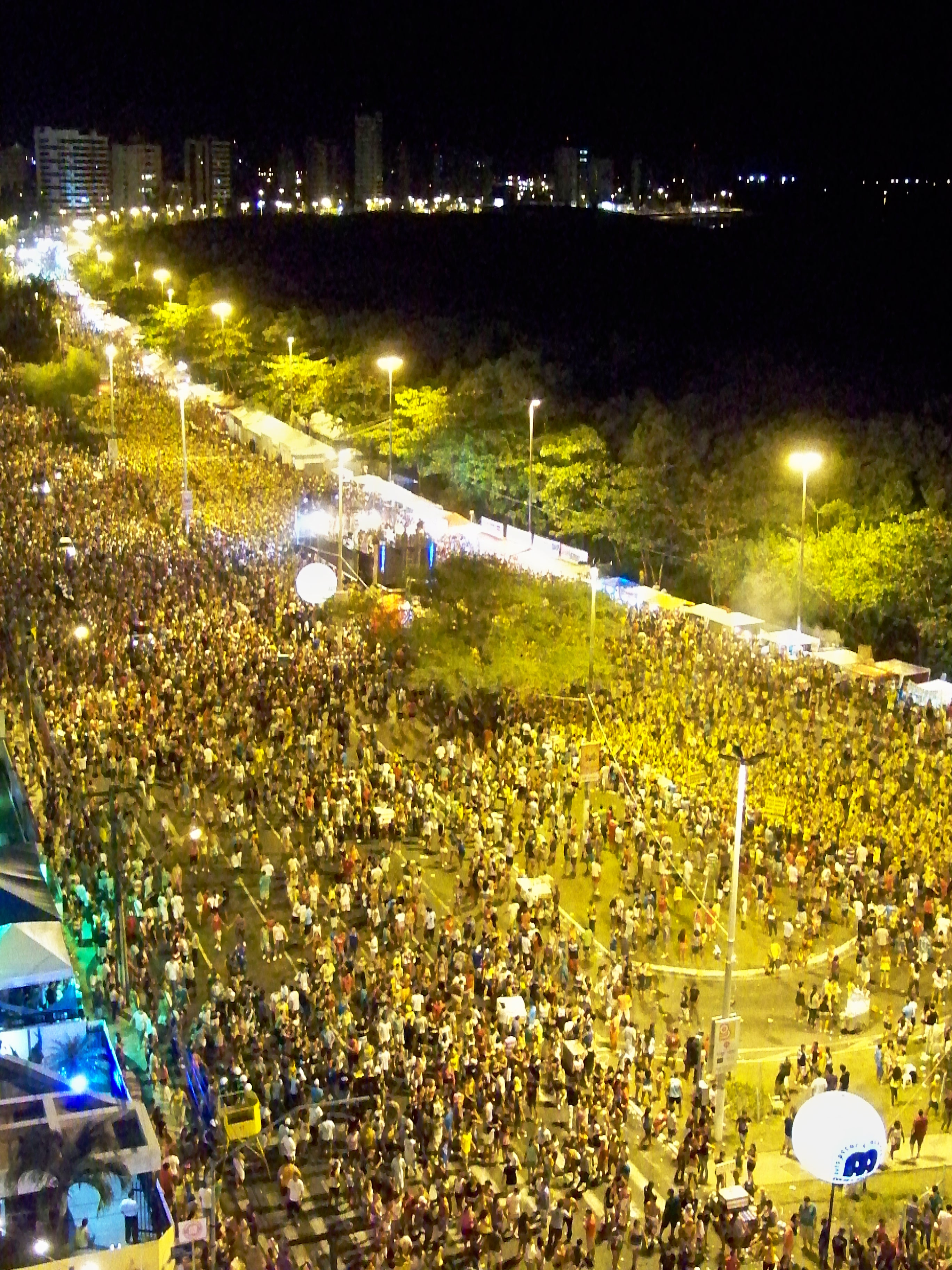
Vista da Avenida 13 de Julho no Segundo dia de Festa do Pré Caju em Aracaju.

- Fábio Mitidieri Governador de Sergipe[4]
- Albano Franco Advogado e Ex-Governador de Sergipe
- Valadares Filho Deputado federal por Sergipe

## Urbanização
Somente na década de 1950, no governo de Leandro Maciel é que o bairro começa a se urbanizar. Quando se inaugura o Iati Clube de Aracaju que passou a ser frequentado pela elite sergipana da época. São criados loteamentos destinados a classes abastadas que erguem casarões e é calçada com paralelepípedos a estrada que ligaria o Centro de Aracaju à praia de Atalaia (Aracaju), depois denominada de Avenida Beira Mar.Chaves, Rubens (2004). Aracaju, pra onde você vai?. [S.l.]: do Autor. 303 páginas
Lançados a partir da década de 1980 os luxuosos edifícios residenciais substituíram quase a totalidade dos antigos casarões existentes na Av. Beira-Mar. Hoje, o 13 de julho é o bairro com o metro quadrado mais caro da capital de Sergipe.
Com o grande crescimento de Aracaju sem o devido saneamento básico ocorreu grande despejo de material orgânico, que provocou a substituição da praia por um imenso mangue entre a Avenida Beira-Mar e o rio.
O bairro recebeu diversos aparelhos recreativos na sua orla, com ciclovia, quadras, mirante e pequenos bares, todos margeando um imenso mangue que embeleza o local.

## Principais Logradouros
- Avenida Beira Mar ( Aracaju )
- Avenida Anízio Azevedo
- Avenida Professor Acrísio Cruz.